# Vervò
Vervò är en ort och frazione i kommunen Predaia i provinsen Trento i regionen Trentino-Sydtyrolen i Italien. 
Vervò upphörde som kommun den 1 januari 2015 och bildade med den tidigare kommunen Coredo, Smarano, Taio och Tres den nya kommunen Predaia. Den tidigare kommunen hade 733 invånare (2014).